# Bertel Kihlman
Bertel Lorenzo Kihlman, född 14 januari 1898 i Vasa, Finland, död 11 april 1977 i Esbo, Finland, var en finlandssvensk författare och översättare.

## Biografi
Kihlman var sonson till Alfred Kihlman och son till prokuratorn Lorenzo Kihlman (1861–1949) och Ida Ekström. Han blev fil. mag. 1920 och arbetade sedan som banktjänsteman och 1943–59 som resebyrådirektör. Han ingick i redaktionen för Nya Argus 1933–60 och var huvudredaktör 1949–53. Bland hans översättningar märks böcker av Veijo Meri och Paavo Rintala. Han var far till författaren Christer Kihlman.

## Böcker
- Pilgrimsfärden [noveller] (Söderström, 1932)
- Idyll under åskmoln [roman] (Bonnier, 1936)
  - Dansk översättning: Idyl under Tordenskyer (1937)
- Klockan slår, tiden går: vers och prosa (Söderström, 1963)
- I väntan på krevaden [roman] (Söderström, 1966)
- Alfred Kihlman och Högbergsgatan 19 (Söderström, 1975)

## Översättningar (urval)
- G. K. Chesterton: Det flygande värdshuset (översättning E., G., B. Kihlman (dvs. Erik Kihlman, Gunnar Kihlman och Bertel Kihlman), Söderström, 1921)
- George A. Birmingham: Doktor Qvicks äventyr (The adventures of Dr Whitty) (Söderström, 1927)
- Jorma Korpela: Bekännelsen (Tunnustus) (AWE/Geber, 1961)
- Johann Wolfgang von Goethe: Johann Wolfgang von Goethes Italienska resa (Italienische Reise) (Biblioteksförlaget, 1961)
- Eeva-Liisa Manner: Lekar för enslingar: dikter och etyder i urval (Söderström, 1962). Ny uppl. FIB:s lyrikklubb, 1963
- Giuseppe Acerbi: Resa i Lappland 1799 (Ur Travels through Sweden, Finland, and Lapland to the North Cape, in the years 1798 and 1799) (Söderström, 1963). Ny uppl. Wahlström & Widstrand, 1964
- Pentti Haanpää: Kronomjölet: en berättelse om frosten (Jauhot) (Bonnier, 1965)
- Erik Allardt: Samhällsstruktur och sociala spänningar (Yhteiskunnan rakenne ja sosiaalinen paine) (Söderström, 1965)